# Tabanus griseinus
Tabanus griseinus är en tvåvingeart som beskrevs av Philip 1960. Tabanus griseinus ingår i släktet Tabanus och familjen bromsar. Inga underarter finns listade i Catalogue of Life.